# 安藤理樹
安藤 理樹（あんどう りき、1986年3月15日 - ）は、日本の俳優。神奈川県川崎市麻生区出身。コントユニット「PLAT-formance」所属。

## 人物
高校時代に演劇と出会い、桜美林大学に入学。平田オリザ（青年団）、坂口芳貞（文学座）に師事。同期に藤田貴大。卒業後、フリーの俳優として舞台や映画をメインに活動。
俳優業以外にもデザイナーとしての活動もしており、キリンバズウカ、カムヰヤッセン、シアタートラム・ネクストジェネレーション（2012）、穂の国とよはし芸術劇場PLATなどのフライヤー製作を手掛ける。
現在、株式会社エクサプローズプロモーションに所属している。趣味はDJ。

## 出演作品

### 舞台
- 2005年 『多い日も安心』（柿喰う客）
- 2010年 『たゆたう、もえる』（マームとジプシー）
- 2010年、2014年 『ネバーランド』（少年社中）
- 2014年 『美しいヒポリタ』（世田谷シルク）
- 2014年 『未開の議場』（カムヰヤッセン）
- 2015年 『花園 童貞ver.』（20歳の国）
- 2015年 『もっと美人だった』（箱庭円舞曲）
- 2016年 『全裸物語改め実家物語』（ろりえ）[3]
- いけない先生（2019年12月26日 - 30日、駅前劇場） - 音楽科主任　安藤役[4]
- 下北沢の駅前でやる祭り2023夏（2023年8月23日 - 27日、駅前劇場）[5]
- ろりえの復讐（2024年4月18日 - 24日、新宿シアタートップス）[6]
- バック・トゥ・ザ・うんちゃん〜ドライバーの消える日〜（2024年10月2日 - 6日〈予定〉、ザ・ポケット）[7]

### 映画
- 2010年 『行けよ、千葉』（監督 飯塚俊光）
- 2012年 『ぴかぴか』（監督 頃安祐良）
- 2017年 『Killer Tune Radio』（監督 柴野太朗）
- 2020年 『DOES』（監督 岡元雄作）
- 2020年 『やさしい匂い』主演（監督 森野経緯）第4回 渋谷TANPEN映画祭CLIMAXat佐世保 ブロンズバーガー賞受賞[8]
- 2021年 『日曜日、凪』（監督 金允洙）第34回東京国際映画祭 Amazon Prime Videoテイクワン賞受賞[9]

### テレビ
- 日本テレビ『女優カメレオン』
- テレビ東京ドラマ24『バイプレイヤーズ 〜もしも6人の名脇役がシェアハウスで暮らしたら〜』
- 日本テレビ『金曜ロードSHOW! 特別ドラマ企画「北風と太陽の法廷」』
- フジテレビ世にも奇妙な物語’17 春の特別篇『カメレオン俳優』
- NHK総合『クローズアップ現代+』家でも会社でも使えるノーベル賞理論！ 最新経済学の魔法
- テレビ朝日 ドラマスペシャル『白日の鴉』
- テレビ朝日木曜ドラマ『BG〜身辺警護人〜』 第6話 テレビ局案内人役
- テレビ朝日木曜ドラマ『リーガルV〜元弁護士・小鳥遊翔子〜』 第7話 男性会員役
- テレビ朝日 2夜連続スペシャルドラマ『名探偵・明智小五郎』 第1夜
- 日本テレビ土曜ドラマ『俺のスカート、どこ行った?』 第6話
- NHK総合 スペシャルドラマ『夢食堂の料理人〜1964東京オリンピック選手村物語〜』小林役
- 日本テレビ『同期のサクラ』第5話 木島葵の同僚役
- 日本テレビ『美食探偵 明智五郎』第4話、第8話 明智五郎の同級生役
- 日本テレビ『未満警察ミッドナイトランナー』第2話 石川役
- NHK BS『生きて、ふたたび 保護司・深谷善輔』黒田充治役
- 日本テレビ『逃亡医F』 第3話 -（2022年1月29日- ）
- 日本テレビ『Dr.チョコレート』第2話・第5話・第7話 - 最終話（2023年）久原役
- 日本テレビ『CODE-願いの代償-』第4話（2023年）病院の事務員役
- 中京テレビ『こんなところで裏切り飯』第2話（2024年1月26日）- 長野支社の社員 役
- 過保護な若旦那様の甘やかし婚 最終話（2024年6月28日、MBS） - フロア係 役
- 相続探偵 第4話（2025年2月15日、日本テレビ） - 和菓子職人 役[10]

### CM
- イオングループ ミニストップ（まるごとぶどうパフェ篇）
- アサヒ 一本満足バー（マンゾクLIVE篇、満足れぼりゅーしょんPV篇）
- 富士急ハイランド ド・ドドンパ（ド・ドドンパ誕生篇）
- ジョブセンス　マッハバイト（マッハボーナス篇、マッハエキストラ篇、マッハ洗車篇）
- 明星食品 一平ちゃん夜店の焼きそば（サラリーマン ミスしちゃった篇）
- FANCL えんきん（こんなとき篇）
- dip　バイトル（髪型自由篇）
- 三菱UFJ銀行　新しい信頼で、この国のチカラに！（宣言篇）
- Cygames　漫画アプリ サイコミ(英会話教室篇)
- 大正製薬「アルコベール」(ウコンドーン篇)
- 花王「ワイドハイター クリアヒーロー」(汚れ解決篇)
- Booking.com(ウィンドウショッピング篇)
- LINE MUSIC　WEBCM
- Amazon Echo　WEBCM
- 花王「ワイドハイター クリアヒーロー」WEBCM(ヒーローソング篇)
- 幸楽苑（天使と悪魔と朝らー篇）
- ブックオフ（あるじゃん！はじまる篇）
- 大塚製薬 ファイブミニ（気になる人篇）
- アサヒグループ食品 1本満足バー（満足ラップだYO！篇）
- タマホーム （理想の家篇）
- 池田模範堂 ムヒダストメル（かゆみ家族篇）

### WEB MOVIE
- 第4回BOVA2017年グランプリ作品パイロットコーポレーション『太郎』 太郎役[11]
- バンダイナムコ VR ZONE SHINJUKU（ドラゴンクエストVR）

### MV
- POT 『don’t be shy』
- DeNeel 『雨鳥天』